# خوان میگل رودریگس
خوان میگل رودریگس (اسپانیایی: Juan Miguel Rodríguez‎؛ زادهٔ ۲۶ مهٔ ۱۹۶۷) تیرانداز اهل کوبا بود.
وی در مسابقات کشوری و بین‌المللی در مجموع برندهٔ ۱ مدال طلا، ۲ مدال برنز شده‌است.